# El antídoto (programa de televisión)
El antídoto fue un late show chileno de comedia y humor, transmitido por Mega, los días viernes a las 22:30 y conducido por el comediante y presentador chileno Fabrizio Copano. Su estreno fue el viernes 15 de marzo de 2024 y finalizó el 21 de junio del mismo año debido al bajo rating.
El programa fue grabado con público en un estudio de Mega, contó con un elenco integrado por seis conocidos comediantes y actores; y cada capítulo comenzaba con un monólogo de Copano, su conductor.

## Historia
En una entrevista otorgada por el propio comediante y animador de este espacio, Fabrizio Copano, él reveló que "la idea de hacer un programa de humor estaba rondando, de manera no tan clara, hace muchos años. La gente no sabe, pero nosotros hicimos muchos pilotos", incluyendo intentos en Canal 13 y La Red.
Mega habría dado luz verde al programa a mediados de 2023. En su desarrollo, los comediantes Pedro Ruminot, Marcelo "Coronel" Valverde y Héctor Romero se incorporaron al equipo creativo, junto al productor ejecutivo Martin Grass.Además del elenco, se confirmó la participación estelar del comediante, guionista e integrante de El Sentido del Humor, Luis Slimming, quien también acompañó a Copano en el programa. 
Tras llegar a marcar 1,3 unidades de audiencia, El Antídoto fue finalizado el 21 de junio del 2024, a 3 meses desde su inicio. 

## Recepción
Tras su estreno, el programa recibió críticas de parte de humoristas como Ernesto Belloni y Claudio Reyes. Respecto a las críticas iniciales, el propio Copano respondió que “Lo que más nos da risa es que nos criticaron tanta gente de TV+. ‘Oye, les va mal en el rating'" y aclaró que en el "rating comercial vamos bien".
Posteriormente, el presentador de televisión Don Francisco, en conversación con Luis Slimming bromeó:.

«No me gusta nombrar programas, pero hay un programa donde ahora todo es malo también, que nadie lo quiere nombrar. (...) ¿'El Antidiota? (sic)».

En octubre de 2024 recibió el premio a Mejor Programa de Humor de Hispanoamérica en la edición 2024 de los Premios Produ.
Meses antes, Copano ganó el premio Caleuche como "Mejor Comediante" por su exitosa y polémica participación en la edición 2023 del Festival Internacional de la Canción de Viña del Mar. 
Karol Blum, por su parte, fue nominada en esta misma categoría en aquellos mismos premios un año después, pero perdió ante Luis Slimming. 

## Elenco
El elenco estuvo integrado por:
- Fabrizio Copano
- Karol Blum
- María José Quiroz
- Kurt Carrera
- Matías Tamayo
- Rodrigo "Alto Yoyo" Vásquez
- Luis Slimming

Mientras que la música estuvo a cargo de Pedropiedra, quien se desempeñó como director de orquesta de la banda oficial del programa, junto a la multi instrumentalista Taffy Donicke y la guitarrista Catalina Rojas.